# (289608) Wanli
(289608) Wanli est un astéroïde de la ceinture principale.

## Description
(289608) Wanli est un astéroïde de la ceinture principale. Il fut découvert le 4 avril 2005 à San Marcello Pistoiese par Luciano Tesi et Giancarlo Fagioli. Il présente une orbite caractérisée par un demi-grand axe de 2,37 UA, une excentricité de 0,10 et une inclinaison de 4,5° par rapport à l'écliptique.

## Compléments